# لیکوود شورز، ایلینوی
لیکوود شورز (به انگلیسی: Lakewood Shores) یک حوزه سرشماری در ایالات متحده آمریکا است که در ایلینوی واقع شده‌است. لیکوود شورز ۱٬۳۴۷ نفر جمعیت دارد.